# ساچینی راناسینگ
ساچینی راناسینگ (به تامیلی: சச்சினி ரணசிங்க)؛ (زادهٔ 23 ژوئن ۱۹۹۴) شطرنج‌باز اهل سری‌لانکا که عنوان استاد بین‌المللی زنان را از سال ۲۰۱۱ در اختیار دارد؛ در مجموع چهار مرتبه در سال‌های ۲۰۰۹, ۲۰۱۱, ۲۰۱۲, ۲۰۱۳ برندهٔ مسابقات قهرمانی شطرنج سری‌لانکا به مقام اول دست یافته‌است.
| به‌دلیل برخی مشکلات فنی، نمودارها موقتاً قابل مشاهده نیستند. اطلاعات بیشتر پیرامون این مشکل در فابریکاتور و وبگاه مدیاویکی در دسترس است. | |
| | به‌دلیل برخی مشکلات فنی، نمودارها موقتاً قابل مشاهده نیستند. اطلاعات بیشتر پیرامون این مشکل در فابریکاتور و وبگاه مدیاویکی در دسترس است. |